# Ima Sugu Hoshii
Singles de Kumi Kōda
No Regret
(2006) Kamen
(2006)
Ima Sugu Hoshii est le 27e single de Kumi Kōda sorti sous le label Rhythm Zone le 1er février 2006 au Japon. Il atteint la 5e place du classement de l'Oricon. Il se vend à 35 966 exemplaires la première semaine, et reste classé pendant 7 semaines, pour un total de 47 411 exemplaires vendus. Ima Sugu Hoshii est le 9e single d'une série de 12, un nouveau sort chaque semaine pendant 12 semaines. Sur chaque pochette de ses différents singles, Kumi porte une robe traditionnelle d'un pays; pour Ima Sugu Hoshii c'est la France.
Ima Sugu Hoshii est une reprise du groupe Sugar Soul. Ima Sugu Hoshii se trouve sur la compilation Best: Second Session.

## Liste des titres
Toutes les paroles sont écrites par Aiko Machida, Zeebra, Jewels.
| 1. | Ima Sugu Hoshii (今すぐ欲しい)                | Aiko Machida, DJ Hasebe | 4:35 |
| 2. | Ima Sugu Hoshii (Instrumental) (今すぐ欲しい) | Aiko Machida, DJ Hasebe | 4:32 |